# One-X
One-X е вторият албум на Three Days Grace, пуснат на 13 юни 2006 г. Албумът стига до 5 място на Billboard Top 200 и през първата си седмица продава над 78 000 копия, а са продадени над 1 547 440 копия само в САЩ. Официално е признат за платинен в САЩ и Канада. Албумът отново влиза в Billboard 200 под номер 188 на 11 февруари 2010 и оттогава често се появява в класацията.

### iTunes Deluxe Version
Съдържание
1. Wicked Game 4:06
2. Animal I Have Become 3:50
3. Pain 3:37
4. Never Too Late 3:31

## Сингли
1. „Animal I Have Become“
2. „Pain“
3. „Never Too Late“
4. „Riot“

## Отзиви
One-X среща главно смесени оценки. Toronto Star оценяват положително албума в ревю, чието заглавие е „Един албум, който си заслужава да се купи...“ и се фокусира върху текстовете, казвайки „Текстовете наистина ти говорят, особено ако преминаваш през тежък период от живота си.“ Критикът от Allmusic Кори Ейпър похвалва музиката, казвайки „остава си привлекателна, въпреки тъмнината на текстовете“. Въпреки това албумът получава и някои негативни критики. Ейпър посочва, че Three Days Grace почти не са иновативни към подхода си да пишат музика и развитието на по-отличителни черти би помогнало на групата да се отдели от своите алт-метъл колеги.

## Обложката
Обложката изобразява низ от свързани хартиени кукли с отметки, освен една фигура, която представлява заглавието на албума. Отвътре върху диска има червени риби, освен една – черна. Същото изображение е и обложка на сингъла Animal I Have Become. Текстовете са написани в книжката на албума.

## Преиздаване
Преди да бъде пуснат One-X, групата изпълнява някои песни от предстоящия албум на няколко пъти. Те изпълняват четири от новите песни, включително „Animal I Have Become“ и „Never Too Late“ на H.O.P.E Volleyvall SummerFest в Отава през юли 2005. „Animal I Have Become“ е пуснат като сингъл и получава много добри отзиви преди да бъде пуснат заедно с One-X.

## Класации
| Класация (2009)                       | Най-висока позиция |
| ------------------------------------- | ------------------ |
| U.S. Billboard 200                    | 5                  |
| U.S. Billboard Top Rock Albums        | 2                  |
| U.S. Billboard Top Alternative Albums | 15                 |
| U.S. Billboard Top Hard Rock Albums   | 5                  |
| U.S. Billboard Top Digital Albums     | 5                  |
| U.S. Billboard Top Catalog Albums     | 15                 |
| Canadian Albums Chart                 | 2                  |

## Музиканти
- Адам Гонтиер – вокал, ритъм китара
- Бари Сток – китара
- Брад Уалст – бас, беквокал
- Нийл Сандерсън – барабани, беквокал